# Saxifraga finitima
Saxifraga finitima är en stenbräckeväxtart som beskrevs av William Wright Smith. Saxifraga finitima ingår i Bräckesläktet som ingår i familjen stenbräckeväxter. Inga underarter finns listade i Catalogue of Life.